# Gliese 1214 b

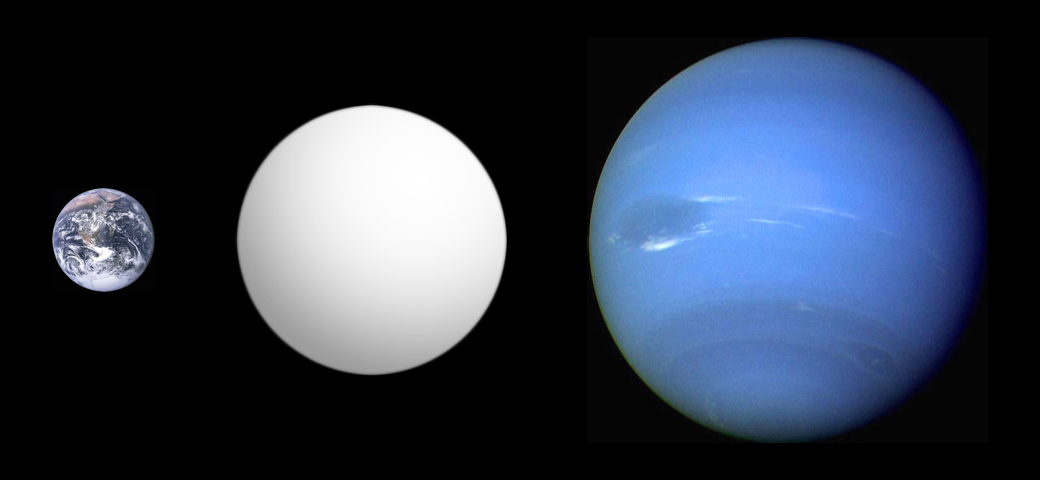
Comparação de tamanho de Gliese 1214 b (no centro) com a Terra e Netuno.

Gliese 1214 b, também conhecido como GJ 1214 b, é um planeta extrasolar que orbita a estrela Gliese 1214, a uma distância de 13 parsecs ou aproximadamente 40 anos-luz da Terra, na constelação Ophiuchus. Esta superterra tem 6 vezes a massa da Terra e 2,6 vezes o seu raio. Foi descoberto por David Charbonneau, et.al. em 16 de dezembro de 2009. Acredita-se que o planeta seja formado por 3/4 de água gelada e o restante por rochas. A sua densidade é considerada baixa e a temperatura de sua superfície é de cerca de 200 °C. Gliese 1214 b dá uma volta completa em sua estrela a cada 38 horas. A espessura de sua atmosfera é de aproximadamente de 200 km..

## Aspectos

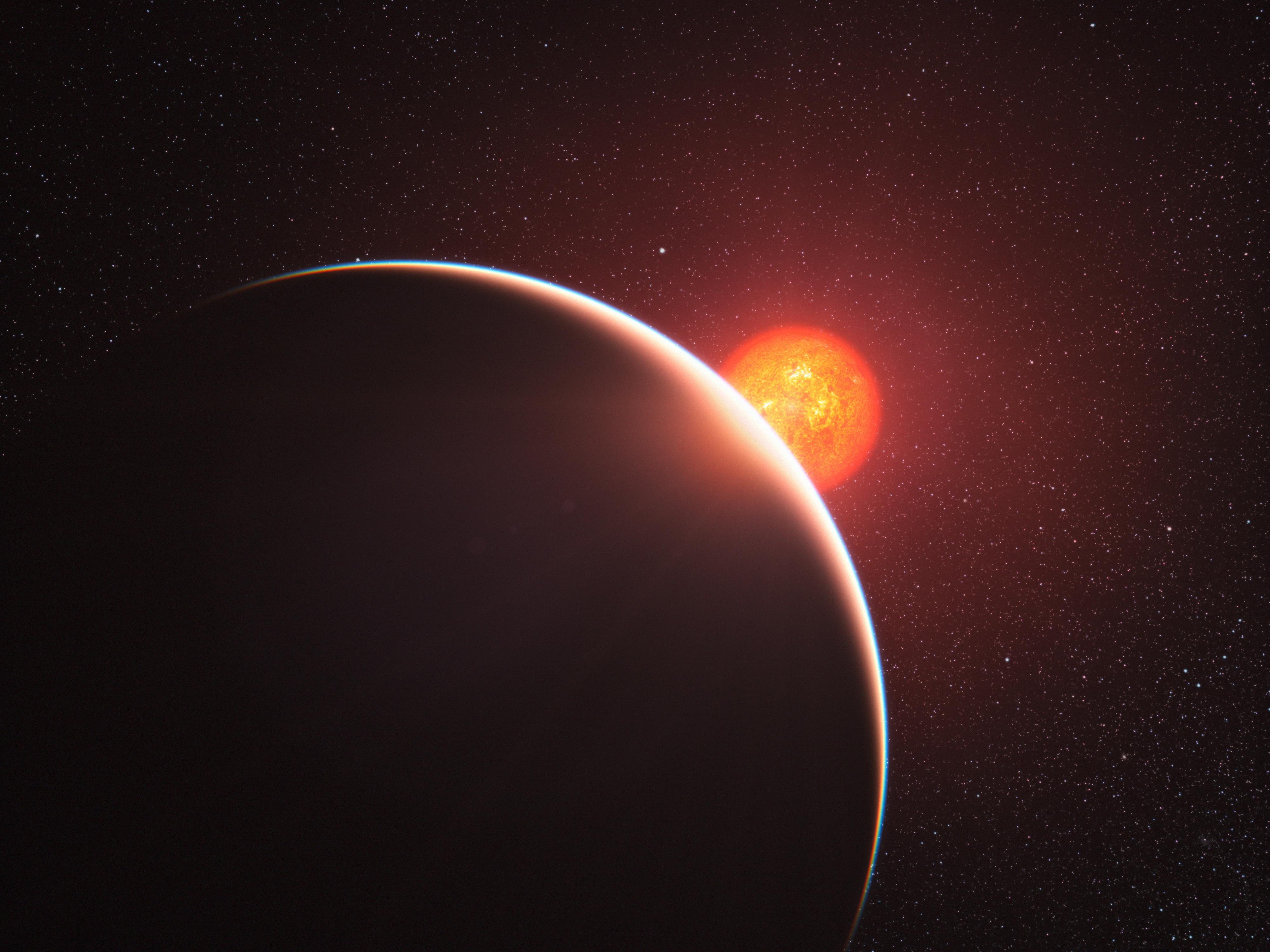
Imagem artística do exoplaneta super-Terra orbitando a estrela próxima GJ 1214.

O Gliese 1214 b pode ser mais frio que qualquer outro planeta transitório conhecido. A temperatura de sua superfície é de aproximadamente 393–555 K (120–282 °C ou 248–540 °F).
Enquanto não houver evidência direta da presença de água, os valores de massa e raio são suficientes para afirmar que se trata de um planeta oceânico,  composto por aproximadamente 75% de água e 25% de rocha, possívelmente coberta por uma atmosfera de hidrogênio e hélio formando cerca de 0,05% da massa planetária. Por causa da alta pressão na altitude onde a água ocorre, grandes quantidades de água líquida podem persistir, algumas na forma de gelo. Embora o planeta atmosférico ainda não tenha sido diretamente confirmado, sua relativa proximidade permite que telescópios como o Hubble possbilitem uma melhor visão e detecção do planeta.
De acordo com a idade estimada do sistema planetário, os cientistas concluíram que houve uma perda significativa de atmosfera durante a tempo de vida do planeta e que a atual não pode ser primordial.